# Kopalnia Węgla Kamiennego Rydułtowy-Anna

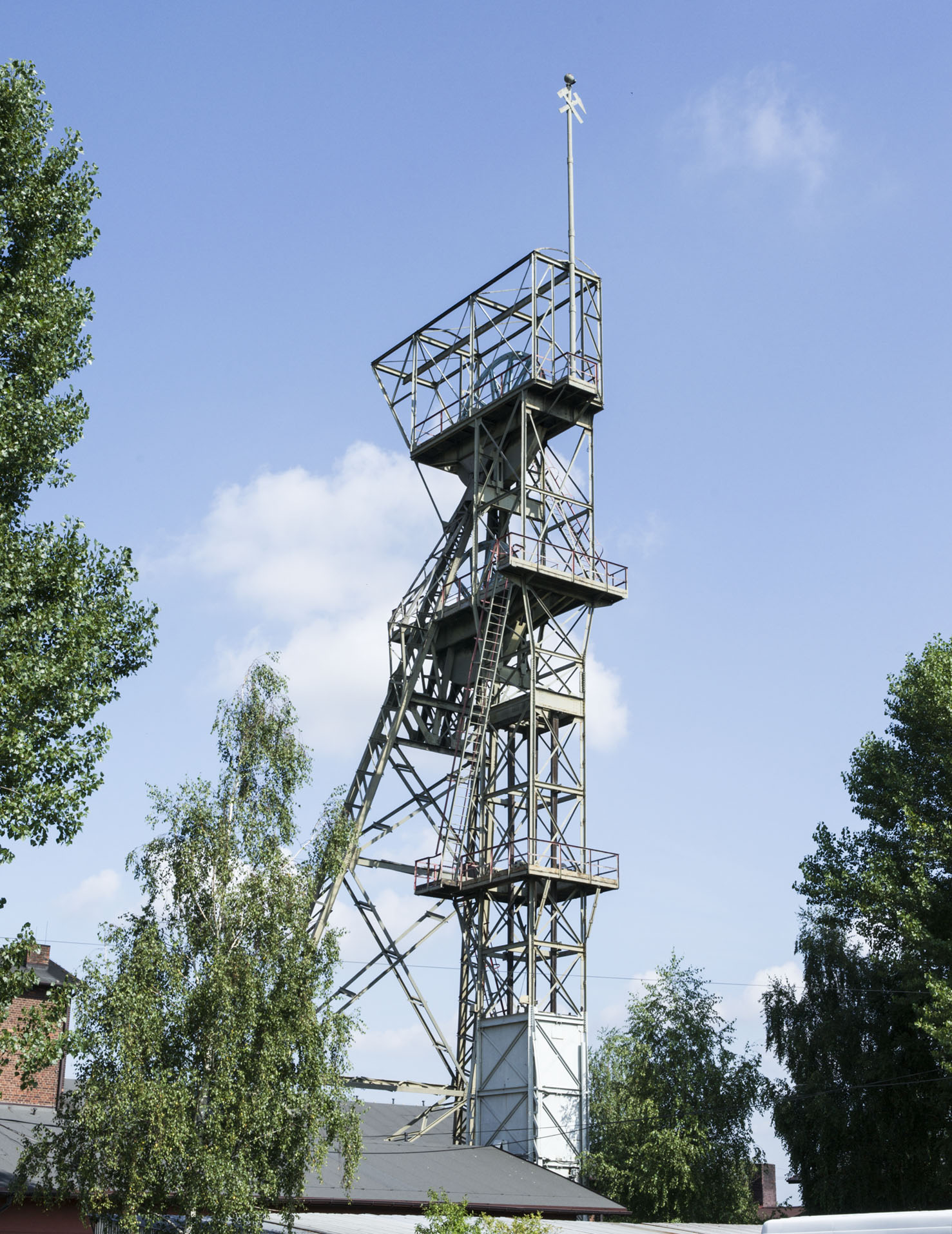
Zabytkowa wieża wyciągowa szybu Powietrznego III (Dicke), fot. 2013 r.

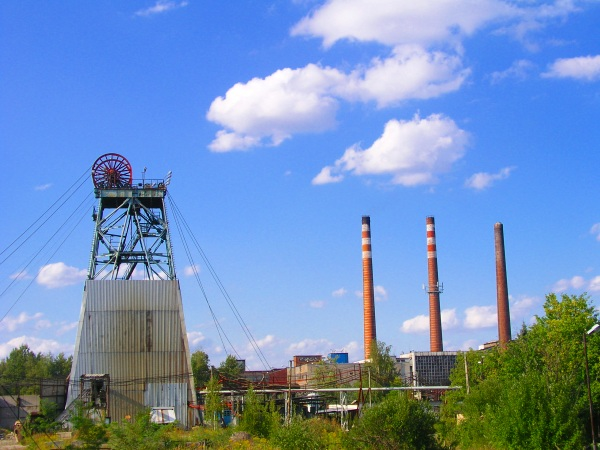
Szyb Leon IV

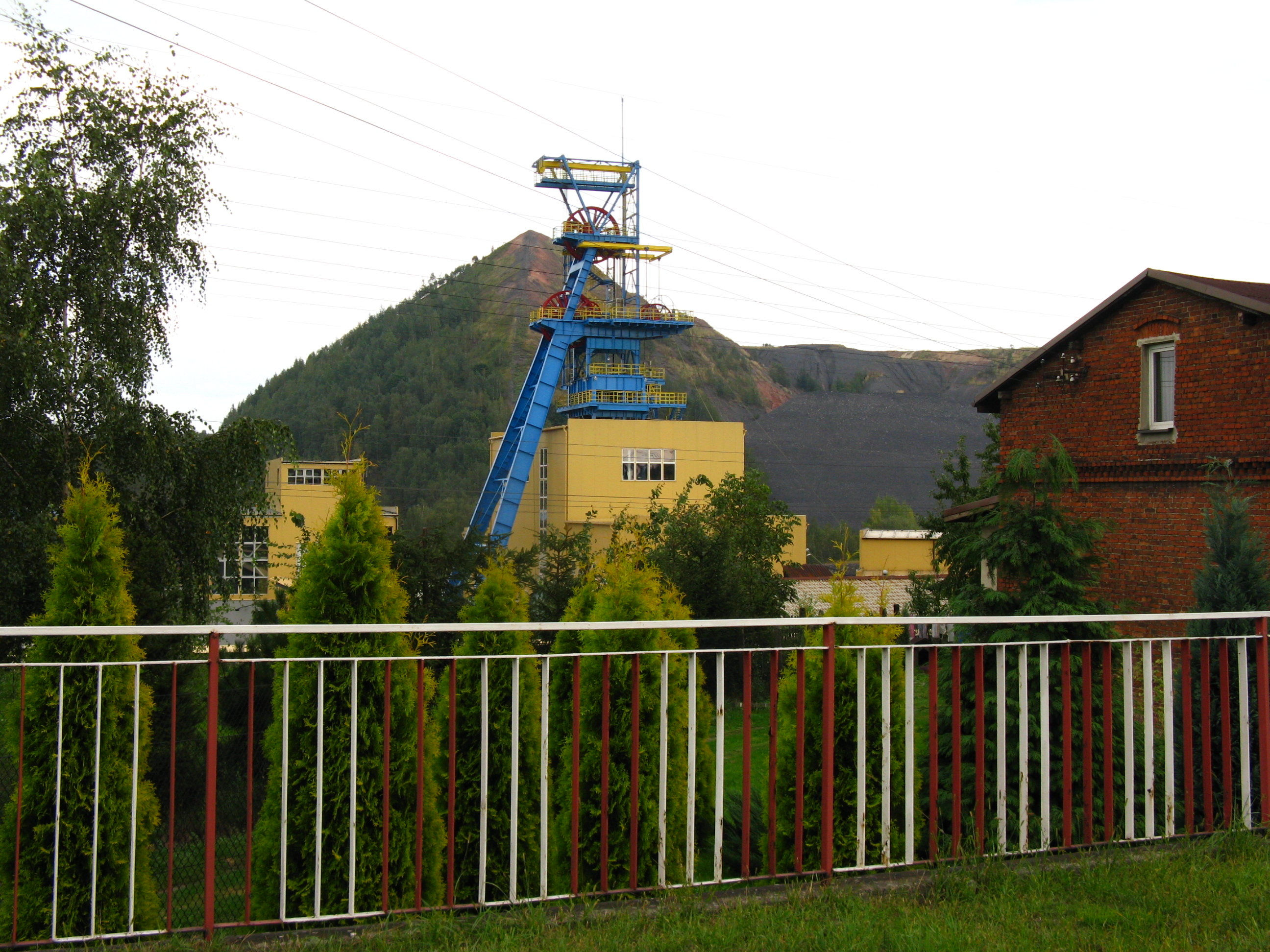
Szyb kopalni Leon IV na tle hałdy w Rydułtowach

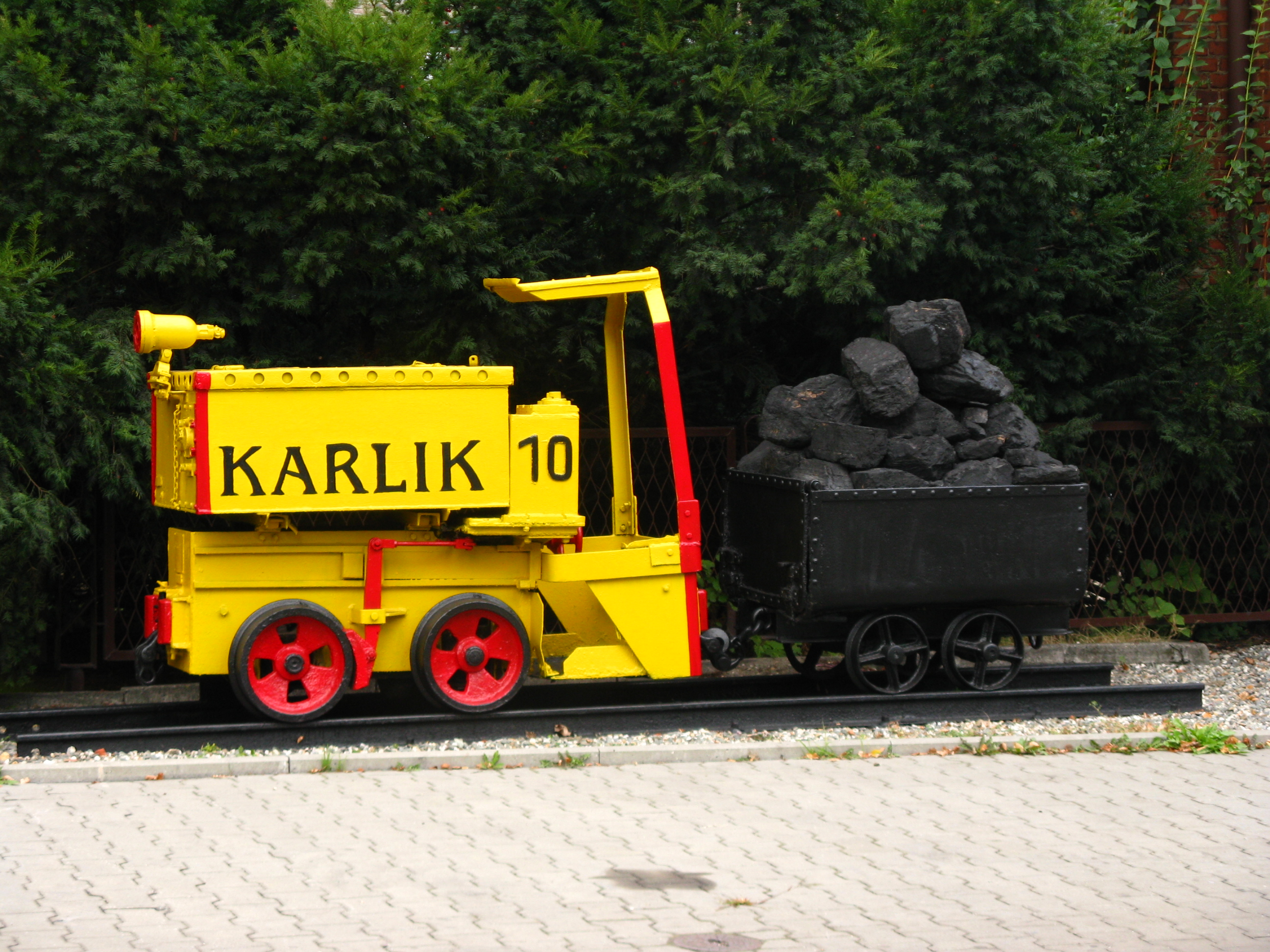
Lokomotywa akumulatorowa i wózek z węglem przed kopalnią Anna w Rydułtowach na Śląsku

Kopalnia Węgla Kamiennego Rydułtowy-Anna – kopalnia węgla kamiennego znajdująca się na terenie Rydułtów i Pszowa. Kopalnia należy do Polskiej Grupy Górniczej, siedzibą zakładu są Rydułtowy.
Kopalnia w I półroczu 2014 r. zatrudniała 3578 pracowników i przynosiła straty w wysokości -41,49 zł. na tonie wydobytego węgla.

## Historia
Kopalnia powstała w 2004 r. w wyniku połączenia dwóch kopalń  KWK Rydułtowy z Rydułtów i KWK Anna z Pszowa. Obecnie jeden z największych zakładów przemysłowych na terenie Rydułtów, zatrudnienie znajduje tu ponad 90% mieszkańców pracujących w przemyśle.
Początki kopalni Rydułtowy datuje się na 1806 r., kiedy to Fryderyk von Sack i jego żona Luiza uruchomili kopalnię pod nazwą „Charlotte” w pobliskiej Czernicy, jednak z powodów geologicznych i po wyeksploatowaniu Charlotte została przeniesiona do sąsiedniej miejscowości Rydułtowy.
W marcu 2007 r. po serii wstrząsów odczuwalnych m.in. w pobliskim Wodzisławiu –  komisja powołana przez Wyższy Urząd Górniczy rozważała zamknięcie kopalni ze względu na ciężkie i niebezpieczne warunki eksploatacji. Komisję powołano po tym, jak jeden z chodników kopalni, w wyniku rozprężenia górotworu, gwałtownie zapadł się z wysokości 250 cm do 90 cm. Komisja po zbadaniu sprawy wyraziła się pozytywnie o kopalni i nie zdecydowała o zamknięciu. Ostatecznie  w marcu 2007 r. specjalna komisja do spraw tąpań Głównego Instytutu Górnictwa w Katowicach orzekła, że kopalnia może prowadzić dalsze wydobycie, jednak postawiono dodatkowe wymogi związane z bezpieczeństwem. Po wykonaniu wszystkich zaleceń, dyrektor Okręgowego Urzędu Górniczego w Rybniku podjął ostateczną decyzję dot. eksploatacji ściany.
W grudniu 2011 r. została zamknięta pszowska część kopalni, Anna. Zasoby operatywne w całym złożu – wg stanu na 31.12.2015 wynosiły ok. 80,4 mln ton. Średniodobowe  wydobycie w 2016 r. wynosiło 9 500 ton.
Imię kopalni nosił uniwersalny masowiec zbudowany w Stoczni Szczecińskiej dla Polskiej Żeglugi Morskiej – MS Kopalnia Rydułtowy.
Kopalnia jest zabezpieczana przez Okręgową Stację Ratownictwa Górniczego w Wodzisławiu Śląskim.
W czwartek 11.07.2024 o godzinie 8:16 doszło do silnego wstrząsu w Ruchu Rydułtowy 1200 metrów pod ziemią. W rejonie tąpnięcia pracowało podczas zdarzenia pracowało 78 górników. W wyniku zdarzenia zginął 1 górnik, a 17 zostało przetransportowanych do szpitala. O godzinie 18:00 prezes Wyższego Urzędu Górniczego poinformował o konieczności przerwania akcji ratunkowej, ze względu na dużą aktywność sejsmiczną, która mogłaby wywołać drugi wstrząs, prezes przekazał także informację o wydobyciu jednego z poszukiwanych na powierzchnię. W sobotę 13.07.2024r. w godzinach popołudniowych ratownicy dotarli do drugiego uwięzionego górnika, który okazał się żywy i przytomny – natychmiast ruszył proces ewakuacji.

## Największetąpnięciaw KWK Rydułtowy-Anna
| Kolejność | Kopalnia           | Obszar epicentralny - miasta   | Siła (Skala Richtera) | Data/Godzina       |
| --------- | ------------------ | ------------------------------ | --------------------- | ------------------ |
| 1         | KWK Rydułtowy-Anna | Rydułtowy - Radlin - Wodzisław | 3.8                   | 13.01.2005 18:34   |
| 2         | KWK Rydułtowy-Anna | Rydułtowy                      | 3.6                   | 07.06.2013 01:15   |
| 3         | KWK Rydułtowy      | Rydułtowy-Pszów-Wodzisław      | 3.5                   | 22.01.2019 23:33   |
| 4         | KWK Rydułtowy-Anna | Rydułtowy                      | 3.2                   | 30.03.2011 4:02    |
| 5         | KWK Rydułtowy-Anna | Rydułtowy                      | 3.2                   | 30.06.2015 3:03    |
| 6         | KWK Rydułtowy-Anna | Rydułtowy-Radlin               | 3,1                   | 11.07.2024 8:16.08 |